# 2 Dywizja Piechoty (austro-węgierska)
2 Dywizja Piechoty (2. Inf.-Trup.-Div.) – wielka jednostka piechoty cesarskiej i królewskiej Armii.

## Historia dywizji
2 Dywizja Piechoty razem z podległymi brygadami stacjonowała w Wiedniu i była podporządkowana Generalnej Komendzie w Wiedniu, a od stycznia 1883 roku komendantowi 2 Korpusu.
W 1888 roku dywizja została przeniesiona na terytorium 10 Korpusu: komenda dywizji razem z 4 Brygadą do Jarosławia, a 3 Brygada do Rzeszowa.
W 1889 roku w skład dywizji wchodziła:
- 3 Brygada Piechoty w Rzeszowie (Pułk Piechoty Nr 40 i 89),
- 4 Brygada Piechoty w Jarosławiu (Pułk Piechoty Nr 9 i 90)[1].

W latach 1897–1907 w skład dywizji wchodziła:
- 3 Brygada Piechoty w Rzeszowie (Pułk Piechoty Nr 40 i 90),
- 4 Brygada Piechoty w Jarosławiu (Pułk Piechoty Nr 10 i 89)[2].

W 1904 roku komendantowi 3 Brygady Piechoty podporządkowano Galicyjski Batalion Strzelców Polowych Nr 4 w Nisku. W 1907 roku batalion został przeniesiony do Braunau i włączony w skład 56 Brygady Piechoty należącej do 28 Dywizji Piechoty.
W 1908 roku w skład dywizji zostały włączone Pułki Armat Polowych Nr 29 w Jarosławiu i Nr 30 w Przemyślu. Oba pułki artylerii pod względem wyszkolenia były podporządkowane komendantowi 10 Brygady Artylerii Polowej w Przemyślu. W tym samym roku Pułk Piechoty Nr 10 został przeniesiony do składu 48 Brygady Piechoty w Przemyślu należącej do 24 Dywizji Piechoty. W 1910 roku Pułk Piechoty Nr 90 został przesunięty z 3 do 4 Brygady Piechoty.
W latach 1910–1914 w skład dywizji wchodziła:
- 3 Brygada Piechoty w Rzeszowie (Pułk Piechoty Nr 40),
- 4 Brygada Piechoty w Jarosławiu (Pułk Piechoty Nr 89 i 90),
- Pułk Armat Polowych Nr 29,
- Pułk Armat Polowych Nr 30[9][6].

Skład i obsada personalna 1 maja 1915 roku
- Komenda 2 Dywizji Piechoty
- 3 Brygada Piechoty (3. IBrig.): płk Arnold Barwik von Dub
  - Pułk Piechoty Nr 40
- 4 Brygada Piechoty (4. IBrig.): płk Julius Phleps
  - Pułk Piechoty Nr 89
  - Pułk Piechoty Nr 90
- 2 Brygada Artylerii Polowej (2. FABrig.): płk Emmerich Polak von Zdiradov
  - Pułk Armat Polowych Nr 29
  - 1. dywizjon Pułku Haubic Polowych Nr 10
- Dywizjon Kawalerii Dywizyjnej (5. i 6. szwadron 3 Pułku Ułanów Obrony Krajowej)

## Kadra dowódcza
Komendanci dywizji

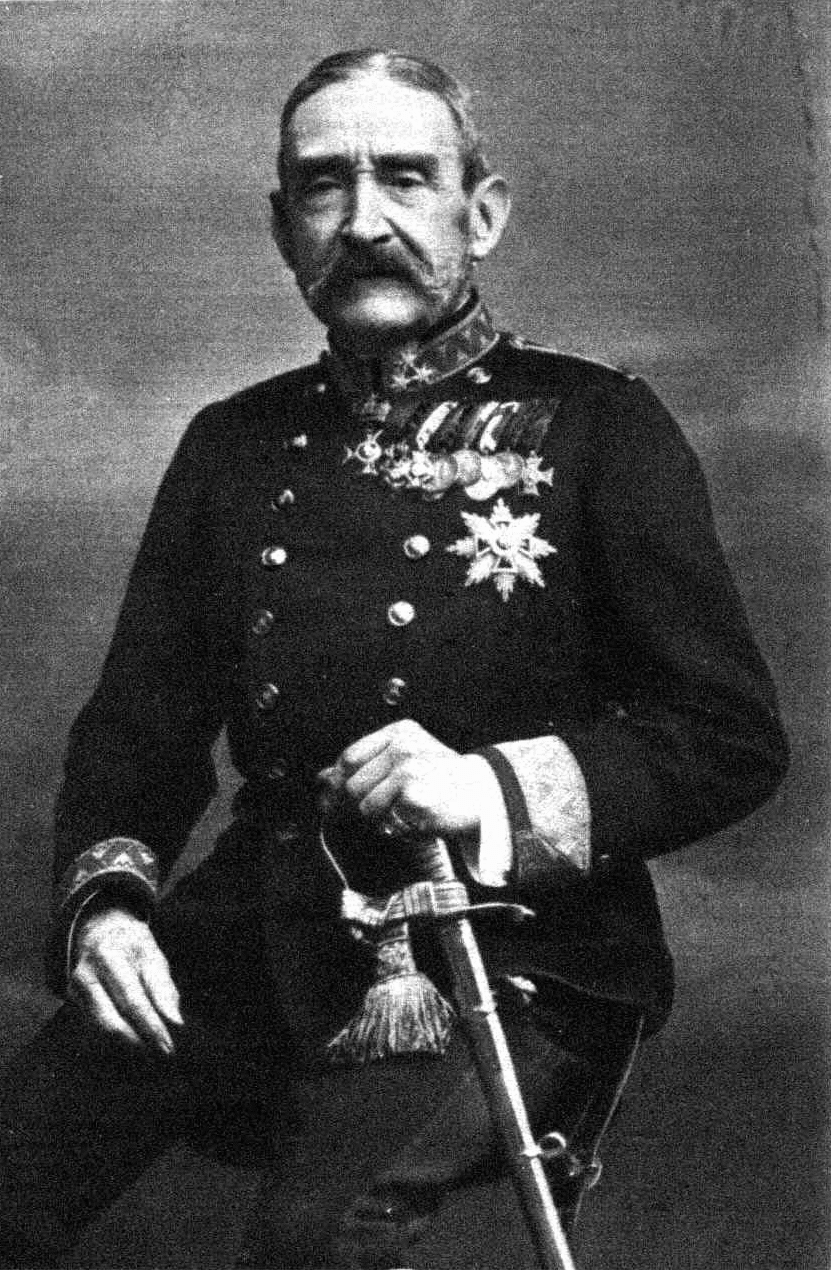
Arthur Bolfras von Ahnenburg, komendant 3 Brygady

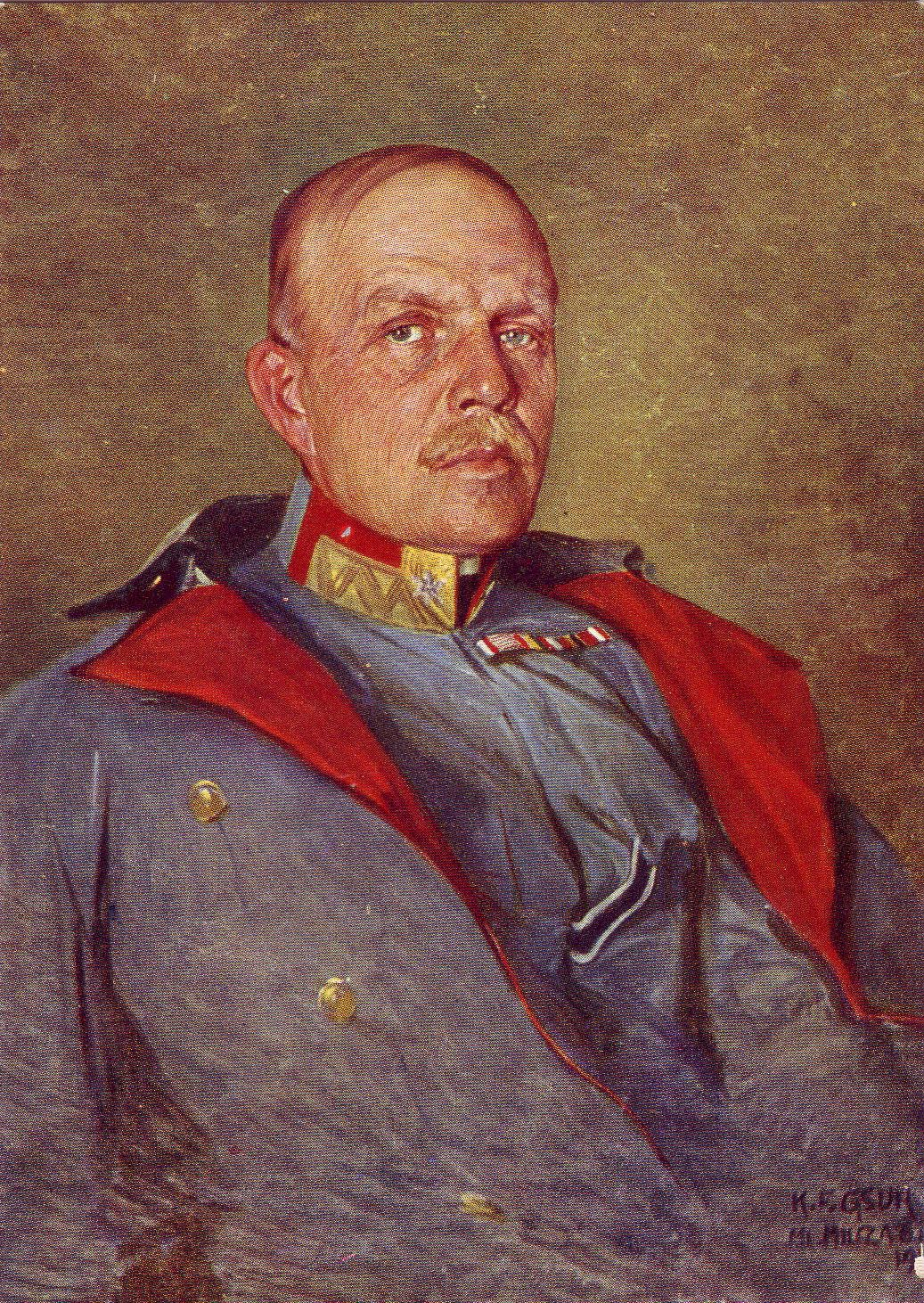
FML Adolf von Boog, szef sztabu

- FML Joseph Alois von Windisch-Graetz ( – 1888 → kapitan-porucznik Pierwszej Przybocznej Gwardii)
- GM / FML Hugo Milde von Helfenstein (1888 – 1890)
- GM / FML Alexander Kirchhammer (1897 – 1 X 1900 → stan spoczynku)
- FML Michael von Manojlović (1900 – †7 VI 1905)
- FML Arthur Heinrich Sprecher von Bernegg (1905 – 1907 → komendant 49 Dywizji Piechoty)
- GM / FML Karl Daublebsky von Sterneck zu Ehrenstein (1907 – 1 VI 1910 → stan spoczynku)
- GM / FML Friedrich Schneller von Mohrthal (1910 – 1911 → generał przydzielony do Komendy 6 Korpusu)
- FML / GdI Hugo Meixner von Zweienstamm (1911 – I 1914 → komendant 10 Korpusu)
- FML Anton Lipoščak (1914 – 1915)

Komendanci 3 Brygady
- GM Arthur Heinrich Bolfras von Ahnenburg ( – 1888 → komendant 48 Brygady Piechoty)
- GM Johann von Heimerich (1888 – 1 III 1889 → stan spoczynku)
- GM Leopold Schulz (1889 – 1890)
- GM Johann Nepomuk Christoph Mörk von Mörkenstein (1897 – 1901 → komendant 35 Dywizji Piechoty)
- GM Theodor Johann Sedlaczek (1901 – 1 IX 1902 → stan spoczynku)
- GM Stefan Carl Billek-August von Auenfels (1902 – 1903)
- GM Nikolaus Cena (1903 – 1 VIII 1904 → stan spoczynku)
- GM Alfred Hausenblas (1904 – 1908 → komendant 13 Dywizji Piechoty Obrony Krajowej)
- GM Franz Scholz (1908 – 1911 → komendant 27 Dywizji Piechoty)
- GM Eugen Pöschmann von Wörthwehr (1911 – 1914)
- płk / GM Anton Klein (1915)

Komendanci 4 Brygady
- GM Ludwig von Kinnart ( – 1888 → komendant 7 Dywizji Piechoty)
- GM Karl von Salis-Samaden (1888 – 1889 → komendant 14 Dywizji Piechoty)
- GM Franz Hartmann (1889 – 1890)
- GM Józef Panatowski (1897 – 1899 → komendant miasta Lwowa)
- GM Karl von Streicher (1899 – 1902 → komendant 26 Brygady Piechoty Obrony Krajowej)
- GM Camillo Obermayer von Marnach (1902 – 1904 → stan spoczynku)
- GM Arthur Grünzweig von Eichensieg (1904 – 1908 → komendant 17 Dywizji Piechoty)
- GM Alfred von Zedtwitz (1908 – 1911 → komendant 45 Dywizji Piechoty Obrony Krajowej)
- płk / GM Kamillo Kettner von Kettenau (1911 – 1 VII 1914 → stan spoczynku)
- płk / GM Heinrich Trichtel (1914)

Komendanci 29 Brygady Artylerii Polowej
- płk Johann Rosenzweig von Pochwat (1915)

Szefowie sztabu
- kpt. / mjr SG Franz von Babitsch (1888 – 1889)
- mjr SG Alfred Krauss (1897)
- mjr SG Franz Kalser von Maasfeld (1899 – 1902 → wykładowca w Szkole Wojennej)
- mjr SG Adolf von Boog (1902 – 1904 → szef sztabu Twierdzy Trydent)
- mjr / ppłk SG Stanisław Puchalski (1904 – 1908 → komendant 1. batalionu Pułku Piechoty Nr 20)
- mjr SG Egon Zeidler-Daublebsky von Sterneck (1908 – 1912 → komendant 2. batalionu Tyrolskiego Pułku Strzelców Cesarskich Nr 3)
- mjr SG Hubert Ginzel (1912 – 1914)